# Farigola salsera
La farigola salsera, Thymus zygis, és una espècie de lamiàcia. És una mata encoixinada molt aromàtica de 10 a 20 cm d'alt. Les branques són erectes i llenyoses i les fulles linears de 5 a 7 mm de llargada i 1 mm d'amplada amb el revers tomentós blanc. És una de les farigoles més freqüents a la península Ibèrica incloent els Països Catalans. El seu hàbitat són els pendents secs i els matollars. Accepta tota mena de sòls sempre que no quedin entollats.

## Subespècies
- Thymus zygis subsp. gracilis (Boiss.) R.Morales (sinònim Th. tenuiflorus var. gracilis Boiss = Th. verticillatus Germà Sennen). sud-est de la Península Ibèrica .
- Thymus zygis subsp. zygis, procumbent, poc pubescent
- Thymus zygis subsp. sylvestris (Hoffmanns. et Link) Brot., (sinònim Th. sylvestris Hoffmanns.) és igualment procumbent.[2]